# František Ržiha

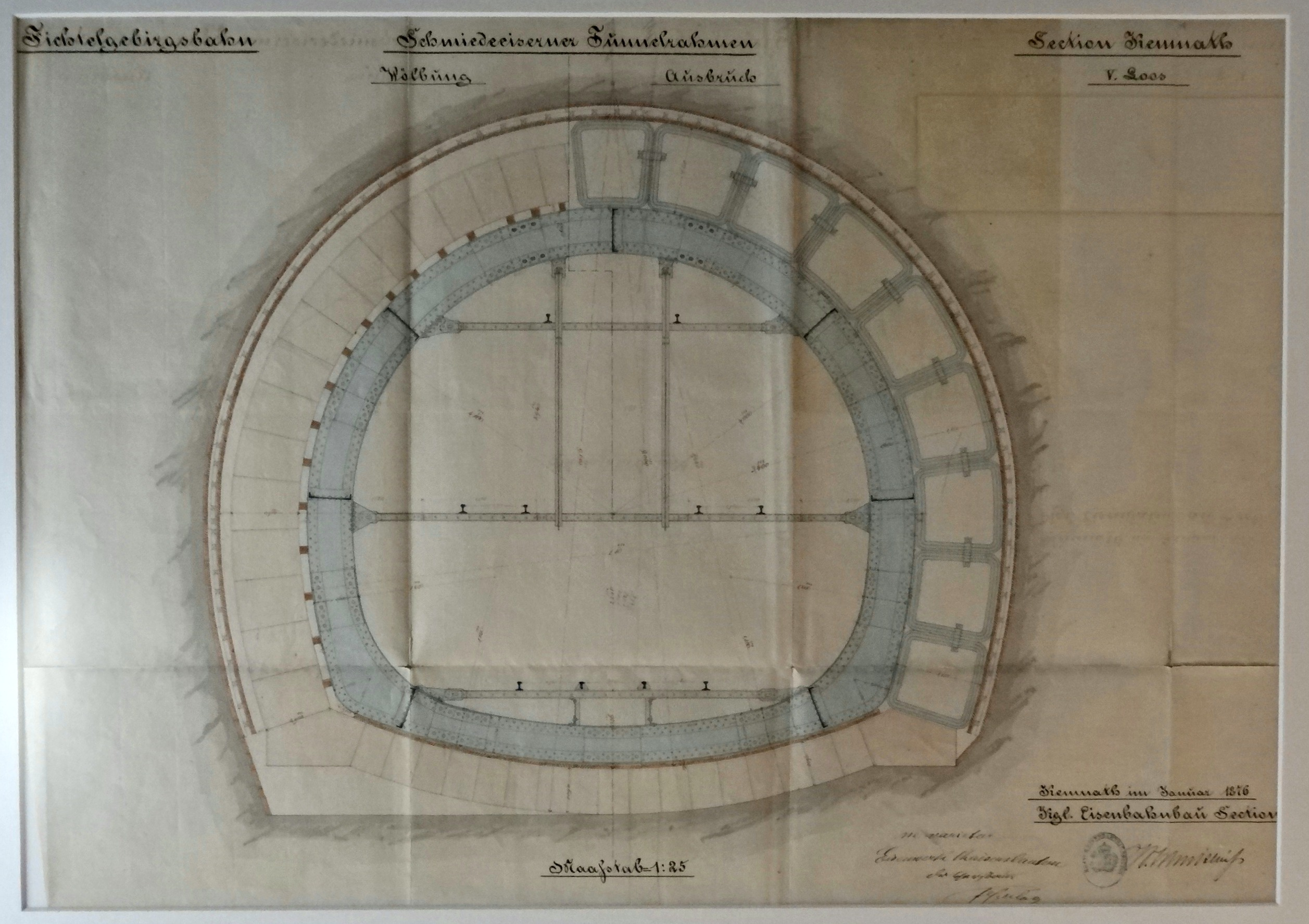
Ržihův výkres tunelové výdřevy z roku 1876

František Ržiha (29. března 1831 Lipová u Šluknova – 22. června 1897 Maria Schutz , Semmering-Heitbachgraben, Dolní Rakousy) byl český vynálezce a stavitel a zakladatel tunelového stavitelství.

## Život
Narodil se 29. března 1831 v Lipové u Šluknova v č. p. 47 v severních Čechách jako druhý ze tří dětí v rodině vrchního lesního a dostal po otci jméno František. Lipová se tehdy jmenovala Hanšpach a ačkoli František vyrůstal v německy mluvící rodině, podle jeho příjmení "Ržiha" je jasné, že měl předky české národnosti (na jeho rodném listě je v jeho jméně ž s háčkem – uloženo ve státním archivu v Litoměřicích). V letech 1887 – 1888 byl rektorem Vídeňské technické univerzity.